# Сен-Кантен-дез-Іль
Сен-Канте́н-дез-Іль (фр. Saint-Quentin-des-Isles) — колишній муніципалітет у Франції, у регіоні Нормандія, департамент Ер. Населення — 238 осіб (2011).
Муніципалітет був розташований на відстані близько 135 км на захід від Парижа, 60 км на південний захід від Руана, 45 км на захід від Евре.

## Історія
До 2015 року муніципалітет перебував у складі регіону Верхня Нормандія. Від 1 січня 2016 року належав до нового об'єднаного регіону Нормандія.
1 січня 2019 року Сен-Кантен-дез-Іль, Сент-Обен-ле-Вертюе i Сен-Клер-д'Арсе було об'єднано в новий муніципалітет Тре-Сан-ан-Уш.

## Демографія
Динаміка населення (INSEE ):
Розподіл населення за віком та статтю (2006):
| Стать | Всього | До 15 років | 15-24 | 25-44 | 45-64 | 65-85 | Понад 85 |
| --- | ------ | ----------- | ----- | ----- | ----- | ----- | -------- |
| Чоловіки | 136    | 28          | 20    | 40    | 28    | 20    | 0        |
| Жінки | 104    | 8           | 16    | 24    | 40    | 12    | 4        |
| \| Статево-вікова піраміда \| Статево-вікова піраміда \| Статево-вікова піраміда \| \| ----------------------- \| ----------------------- \| ----------------------- \| \| Чоловіки \| Вік \| Жінки \| \| 0 \| 85 + \| 4 \| \| 0 \| 80-84 \| 4 \| \| 0 \| 75-79 \| 4 \| \| 8 \| 70-74 \| 0 \| \| 12 \| 65-69 \| 4 \| \| 4 \| 60-64 \| 8 \| \| 8 \| 55-59 \| 16 \| \| 4 \| 50-54 \| 4 \| \| 12 \| 45-49 \| 12 \| \| 0 \| 40-44 \| 0 \| \| 8 \| 35-39 \| 4 \| \| 16 \| 30-34 \| 12 \| \| 16 \| 25-29 \| 8 \| \| 8 \| 20-24 \| 12 \| \| 12 \| 15-20 \| 4 \| \| 8 \| 10-14 \| 8 \| \| 4 \| 5-9 \| 0 \| \| 16 \| 0-4 \| 0 \| |        |             |       |       |       |       |          |
| Статево-вікова піраміда |        |             |       |       |       |       |          |
| Чоловіки | Вік    | Жінки       |       |       |       |       |          |
| 0 | 85 +   | 4           |       |       |       |       |          |
| 0 | 80-84  | 4           |       |       |       |       |          |
| 0 | 75-79  | 4           |       |       |       |       |          |
| 8 | 70-74  | 0           |       |       |       |       |          |
| 12 | 65-69  | 4           |       |       |       |       |          |
| 4 | 60-64  | 8           |       |       |       |       |          |
| 8 | 55-59  | 16          |       |       |       |       |          |
| 4 | 50-54  | 4           |       |       |       |       |          |
| 12 | 45-49  | 12          |       |       |       |       |          |
| 0 | 40-44  | 0           |       |       |       |       |          |
| 8 | 35-39  | 4           |       |       |       |       |          |
| 16 | 30-34  | 12          |       |       |       |       |          |
| 16 | 25-29  | 8           |       |       |       |       |          |
| 8 | 20-24  | 12          |       |       |       |       |          |
| 12 | 15-20  | 4           |       |       |       |       |          |
| 8 | 10-14  | 8           |       |       |       |       |          |
| 4 | 5-9    | 0           |       |       |       |       |          |
| 16 | 0-4    | 0           |       |       |       |       |          |

## Економіка
2010 року серед 168 осіб працездатного віку (15—64 років) 125 були активними, 43 — неактивними (показник активності 74,4%, у 1999 році було 76,6%). З 125 активних мешканців працювало 108 осіб (58 чоловіків та 50 жінок), безробітними було 17 (8 чоловіків та 9 жінок). Серед 43 неактивних 7 осіб було учнями чи студентами, 22 — пенсіонерами, 14 були неактивними з інших причин.

У 2010 році в муніципалітеті числилось 100 оподаткованих домогосподарств, у яких проживали 230,5 особи, медіана доходів виносила 20 783 євро на одного особоспоживача